# FC Rot-Weiß Erfurt
FC Rot-Weiss Erfurt – niemiecki klub piłkarski z Erfurtu.

## Historia
FC Rot-Weiss Erfurt powstał 26 stycznia 1966. Jego początki sięgają 1895 roku kiedy to klub grał pod nazwą Sport Club Erfurt.

## Stadion
Obecnie drużyna FC Rot-Weiss Erfurt swoje mecze rozgrywa na Steigerwaldstadion. Stadion ten może pomieścić do 20 000 osób.

## Europejskie puchary
Legenda do wszystkich tabel:
- Q – runda eliminacyjna, 1/16, 1/8, 1/4, 1/2 – odpowiednia faza rozgrywek, Grupa – runda grupowa, 1r gr – pierwsza runda grupowa, 2r gr – druga runda grupowa, F – finał, R – runda, PO – play-off
- k. – rzuty karne, los. – losowanie, Dogr. – dogrywka, w. – zasada bramek strzelonych na wyjeździe

| Sezon   | Rozgrywki   | Runda | Przeciwnik   | Dom | Wyjazd | Ogólnie |
| ------- | ----------- | ----- | ------------ | --- | ------ | ------- |
| 1991/92 | Puchar UEFA | 1R    | FC Groningen | 1–0 | 1–0    | 2–0     |
| 1991/92 | Puchar UEFA | 2R    | AFC Ajax     | 1–2 | 0–3    | 1–5     |